# Računarski sistemi pete generacije
Računarski sistemi pete generacije (engl. Fifth Generation Computer Systems, FGCS; jap. 第五世代コンピュータ) je bila desetogodišnja inicijativa koju je 1982. pokrenulo japansko Ministarstvo za međunarodnu trgovinu i industriju (MITI) za razvoj računara zasnovanih na masovnom paralelnom računarstvu i logičkom programiranju. Projekat je imao za cilj stvaranje "kompjutera koji stvara epohu" sa performansama poput superkompjutera i uspostavljanje platforme za buduća napredovanja u veštačkoj inteligenciji. Iako je FGCS bio ispred svog vremena, njegovi ambiciozni ciljevi su na kraju doveli do komercijalnog neuspeha. Međutim, na teorijskom nivou, projekat je značajno doprineo razvoju uporednog logičkog programiranja.
Termin „peta generacija” je izabran da se naglasi napredna priroda sistema. U istoriji računarskog hardvera, postojale su četiri prethodne „generacije“ računara: prva generacija je koristila vakuumske cevi; druga, tranzistore i diode; treća, integrisana kola; i četvrta, mikroprocesore. Dok su se ranije generacije fokusirale na povećanje broja logičkih elemenata unutar jednog CPU-a, u to vreme se verovalo da će peta generacija postići poboljšane performanse korišćenjem ogromnog broja procesorskih jedinica.

## Pozadina
Krajem 1960-ih do ranih 1970-ih bilo je mnogo govora o „generacijama” kompjuterskog hardvera, tada obično organizovanih u tri generacije.
- Prva generacija: Termionske vakuumske cevi. Sredinom 1940-ih. IBM je bio pionir u uređenju vakuumskih cevi u modulima koji se mogu priključiti. IBM 650 je bio računar prve generacije.
- Druga generacija: tranzistori. Godine 1956, počinje era minijaturizacije. Tranzistori su mnogo manji od vakuumskih cevi, crpe manje energije i generišu manje toplote. Diskretni tranzistori su zalemljeni na štampane ploče, a međusobne veze se postižu pomoću provodnih šablona sa ekranizovanim šablonom na poleđini. IBM 7090 je bio računar druge generacije.
- Treća generacija: Integrisana kola (silicijumski čipovi koji sadrže više tranzistora). Godne 1964, pionirski primer je ACPKS modul koji se koristi u IBM 360/91, koji je, slaganjem slojeva silicijuma preko keramičke podloge, smeštao preko 20 tranzistora po čipu; čipovi su mogli da se spakuju zajedno na štampanu ploču kako bi se postigle neviđene logičke gustine. IBM 360/91 je bio hibrid druge i treće generacije računara.

Iz ove taksonomije je izostavljen računar „nulte generacije“ zasnovan na metalnim zupčanicima (kao što je IBM 407) ili mehaničkim relejima (kao što je Mark I), i računari posle treće generacije zasnovani na veoma velikoj integrisanoj (VLSI) kola.
Postojao je i paralelni skup softverskih generacija:
- Prva generacija: Mašinski jezik.
- Druga generacija: programski jezici niskog nivoa kao što je jezik asembler.
- Treća generacija: Strukturirani programski jezici visokog nivoa kao što su C, COBOL i FORTRAN..
- Četvrta generacija: „Neproceduralni“ programski jezici visokog nivoa (kao što su objektno orijentisani jezici).[2]

Tokom ovih nekoliko generacija do 1970-ih, Japan je pravio računare po uzoru na SAD i Britaniju. Sredinom 1970-ih, Ministarstvo za međunarodnu trgovinu i industriju prestalo je da sledi zapadnjačke smernice i počelo je da gleda u budućnost računarstva u malim razmerama. Zamolili su Japanski centar za razvoj obrade informacija (JIPDEC) da ukaže na niz budućih pravaca, a 1979. ponudili su trogodišnji ugovor za izvođenje detaljnijih studija zajedno sa industrijom i akademijom. U tom periodu je počeo da se koristi termin „računar pete generacije“.
Pre 1970-ih, MITI smernice su imale uspehe kao što su poboljšana industrija čelika, stvaranje naftnog supertankera, automobilska industrija, potrošačka elektronika i računarska memorija. MITI je imao stanovište da će budućnost biti informacione tehnologije. Međutim, japanski jezik, posebno u svom pisanom obliku, predstavljao je i još uvek predstavlja prepreke za računare. Kao rezultat ovih prepreka, MITI je održao konferenciju da bi zatražio pomoć od stručnjaka.
Primarna polja za istraživanje od ovog početnog projekta bila su:
- Računarske tehnologije zaključivanja za obradu znanja
- Računarske tehnologije za obradu velikih baza podataka i baza znanja
- Radne stanice visokih performansi
- Distribuirane funkcionalne računarske tehnologije
- Super-kompjuteri za naučni proračun